# Ägyptische Sandrasselotter
Die Ägyptische Sandrasselotter (Echis pyramidum), auch Nordostafrikanische Sandrasselotter, ist eine sehr giftige Schlange aus der Familie der Vipern (Viperidae).

## Beschreibung
Wie die meisten Sandrasselottern erreicht auch diese Art eine Körperlänge von 40 bis 50 cm, selten bis 80 cm. Wie bei vielen Vipern sind die Männchen dieser Art in der Regel größer. Ihre Färbung reicht von grau, oliv, rötlich bis braun, die von hellen Flecken unterbrochen ist. Der kurze abgerundete Kopf setzt sich deutlich vom Körper ab und besitzt vergleichsweise große Augen. Insgesamt wirkt die Ägyptische Sandrasselotter schlank. Die seitlichen Schuppen sind schräg angeordnet und gekielt. Mit diesen Schuppen erzeugen sie bei Bedrohung durch Drehbewegung ein Rasseln wie bei einer Klapperschlange, daher auch ihr Name. Die Ägyptische Sandrasselotter zählt zu den eierlegenden Schlangen.

## Verbreitung
Die Ägyptische Sandrasselotter kommt in den folgenden Ländern vor: Kenia, Somalia, Süd-Äthiopien, Tunesien, Libyen, Ägypten, Dschibuti, Eritrea, Uganda, Saudi-Arabien, Oman, Jemen, Sudan und Pakistan. Dort lebt sie vor allem in kargen Fels- und Buschlandschaften, in der Wüste, in Savannen und in der Nähe menschlicher Siedlungen. Tagsüber verbirgt sie sich unter Steinen, Geröll oder Büschen, nachts geht sie auf Jagd.

## Ernährung
Wenn die Ägyptische Sandrasselotter abends ihr Versteck verlässt, geht sie auf Suche nach Kleinsäugern, kleinen Eidechsen und kleinen Vögeln.

## Gift
Alle Sandrasselottern besitzen ein hochpotentes Schlangengift. Das Gift enthält unter anderem ein hochwirksames Hämotoxin (Blutgift) und ein weniger wirksames Neurotoxin (Nervengift). Für die Störung der Blutgerinnung ist das Enzym Ecarin verantwortlich. Das Gift ist im Kreislaufsystem sehr stabil, sodass die Ungerinnbarkeit des Blutes über Wochen hin anhalten kann. Nach einem Biss kommt es innerhalb von ein bis sechs Stunden zu unstillbaren Blutungen aus der Bisswunde sowie über die Schleimhäute, wodurch Blut aus Nase, Mund und Darm austritt. Die Haut färbt sich um die Bissstelle herum. Das gebissene Glied schwillt extrem an und es entstehen Nekrosen. Weitere Folgen können Bluterbrechen, blutiger Speichel und Blutergüsse unter der Haut, sowie Herzrhythmusstörungen, Blutdruckabfall, Hirnblutungen und Nierenschäden sein. Es können auch Lähmungserscheinungen und ein Schockzustand auftreten. Ohne Antiserumbehandlung kommt es in den meisten Fällen zum Tode.
Gegen das Gift der Ägyptischen Sandrasselotter gibt es kein spezielles Antiserum (Antivenin), bei einem Biss wird entsprechend ein allgemein bei Echis-Arten nutzbares Mittel eingesetzt.

## Systematik
Nach verschiedenen Quellen wird die Art auch als Unterart der Gemeinen Sandrasselotter (Echis carinatus) angesehen. Meist werden drei Unterarten beschrieben:
- Echis pyramidum pyramidum
- Echis pyramidum aliaborri
- Echis pyramidum leakeyi

## Belege
1. ↑  u. a. bei Gruber 1989
2. ↑  nach ITIS und Mallow et al. 2003